# Вокруг кабинки
«Вокруг кабинки» (фр. Autour d'une cabine; полное название Autour d'une cabine ou Mésaventures d’un copurchic aux bains de mer) — немой короткометражный мультфильм Эмиля Рейно. Мультфильм демонстрировался с декабря 1894 года до марта 1900 года в Музее Гревен, Франция.
Формально не является мультфильмом, так как сделан не в виде киноленты, а в виде 636 нарисованных вручную пластинок для зоотропа. Был нарисован в 1893 году.

## Сюжет
Фильм состоит из ряда сцен на пляже с двумя рядами кабинок для переодевания и трамплином для прыжков в воду. Два персонажа ныряют в воду с трамплина, а затем появляются на пляже. Женщина начинает играть с небольшой собакой, а затем к ней присоединяется мужчина. Два человека играют на пляже, после чего переодеваются в купальные костюмы и входят в воду. Они качаются на волнах, после чего выплывают за пределы кадра. После этого проплывает мужчина на лодке.